# Kostel svatého Prokopa (Jablonec nad Jizerou)
Kostel sv. Prokopa je farní kostel římskokatolické farnosti Jablonec nad Jizerou. Je chráněn jako kulturní památka České republiky.

## Historie
Původně zde stával dřevěný kostel, na jehož místě byl v roce 1776 postaven současný pozdně barokní kostel rozšířený roku 1893.

## Architektura
Jedná se o jednolodní stavbu se čtyřúhelníkovým presbytářem, sakristií a hranolovitou věží. Na hlavním oltáři kostela je umístěna socha hlavního patrona, sv. Prokopa. Nad bočním vchodem do kostela je umístěna alianční dvojice znaků rodu Harrachů a Dietrichsteinů.

## Okolí kostela
Vedle kostela se nachází budova fary, která byla postavena v roce 1813 v empírovém slohu. Najdeme zde štukovou ornamentiku a za pozornost stojí také původní dveře.